# Байерсдорф
Байерсдорф (нем. Beiersdorf; в.-луж. Bejerecy) — община в Германии, в земле Саксония. Подчиняется административному округу Дрезден. Входит в состав района Гёрлиц. Подчиняется управлению Оппах-Байерсдорф. Население составляет 1236 человек (на 31 декабря 2010 года). Занимает площадь 6,44 км². Официальный код района — 14 2 86 010.
Община подразделяется на 5 сельских округов.